# Breviguina garula
Breviguina garula är en insektsart som beskrevs av Young 1986. Breviguina garula ingår i släktet Breviguina och familjen dvärgstritar. Inga underarter finns listade i Catalogue of Life.